# 모리정 (시즈오카현)
모리정(일본어: 森町 모리마치[*])은 일본 시즈오카현 서부에 있는 슈치군의 정이다.
시즈오카현에서는 정(町)을 초(ちょう)라고 읽지만 모리정만 유일하게 마치(まち)로 읽는다.

## 인접하는 자치체
- 하마마쓰시
- 가케가와시
- 후쿠로이시
- 이와타시
- 시마다시

## 역사
- 1955년 - 옛 모리정을 포함한 1정 4촌이 합병해 새로운 모리정이 탄생하였다.
- 1956년 - 미쿠라촌을 편입하였다.

## 인구
| 연도 | 인구   | ±%     |
| ---- | ------ | ------ |
| 1960 | 25,244 | —      |
| 1970 | 21,764 | −13.8% |
| 1980 | 20,447 | −6.1%  |
| 1990 | 21,081 | +3.1%  |
| 2000 | 20,689 | −1.9%  |
| 2010 | 19,436 | −6.1%  |

## 교통

### 철도
- 덴류하마나코 철도 덴류하마나코선
  - 도와타역